# Ињаго-Цово (Виченца)
Ињаго-Цово је насеље у Италији у округу Виченца, региону Венето.
Према процени из 2011. у насељу је живело 147 становника. Насеље се налази на надморској висини од 267 м.